# 程啓充
程啓充（1482年—1537年），字以道，號初亭，又號南溪，四川嘉定直隸州（今四川省樂山市）人，明朝政治人物。

## 生平
治《書經》，行一，由國子生中式四川鄉試第十九名舉人，年二十七歲中式正德三年（1508年）戊辰科會試第二年二十五名，第三甲第一百三十四名進士。授陝西三原縣知縣，九年六月入為浙江道監察御史。正德十一年（1516年），反對都督馬昂進上有懷孕的妹妹，并彈劾邊疆開支。十二年（1517年）稱病告歸。
明世宗即位，恢復官職，隨即爭興獻帝皇號。嘉靖元年（1522年）巡按江西，得到朱宸濠通蕭敬、張銳、陸完等私書，其中欲趕走孫燧，云：“代者湯沐、梁宸可，其次王守仁亦可。”於是彈劾蕭敬、張銳，并稱王守仁黨逆，宜追奪爵位。給事中汪應軫審查此案后認為：“逆濠私書，有詔焚毀。啟充輕信被黜知縣章立梅捃摭之辭，復有此奏，非所以勸有功。”主事陸澄亦為王守仁奏辨。明世宗確定此事不再更議。嘉靖二年丁忧归乡。五年丙戌冬，服阕，入京师，復任御史，當時張璁、桂萼都厭惡他。恰逢郭勛庇李福達獄，為程啟充所劾，張璁、桂萼於是主張他挾私，六年九月謫戍邊瀋陽。嘉靖十六年赦還，言者交薦，不復任用。回鄉不久即去世。隆慶初年，贈光祿少卿。

## 家族
曾祖程義。祖父程朝用。父程端。前母高氏；母孫氏。具庆下，弟啓允、啓元。

## 延伸阅读
[在维基数据编辑]
 《明史卷二百〇六》，出自《明史》